# ПТКМ-1Р
ПТКМ-1Р («Темп-30») — російська протитанкова міна. Вперше представлена за межами росії в листопаді-грудні 2021 року.
На відміну від звичайних протитанкових мін вона атакує техніку згори: при наближенні техніки на відстань до 50 м сейсмічний датчик дає команду на відстріл бойового елемента. Бойовий елемент рухається за балістичною траєкторією, при цьому датчики бойового елемента — тепловий та радіолокаційний сканують земну поверхню. Після виявлення цілі бойова частина (типу ударне ядро) підривається й уражає ціль згори.
Протитанкова міна складається з транспортно-пускового контейнера та бойового елемента. Встановлюється вручну.

## Тактико-технічні характеристики
Тактико-технічні характеристики міни
- Тип міни: протитанкова протидахова на принципі ударного ядра
- Корпус: сталь
- Маса контейнера з міною: 25 кг
- Маса міни: 10 кг
- Маса вибухової речовини ТГ 40/60: 4,2 кг
- Довжина контейнера: 1000 мм
- Довжина міни: 900 мм
- Бронепробиття: 100 мм броні з відстані до 100 м
- Датчики цілі детонатора: сейсмічний
- Час бойової роботи: 30 діб
- Час встановлення (2 чол.): 15 — 20 хв
- Чутливість сейсмодатчика (по танку): 120 м

## Бойове застосування

### Російсько-українська війна
Міни ПТКМ-1Р були помічені на території України під час великої російської навали в 2022 році.
Наприклад, їх виявляли військові Управління державної охорони на території Київської області, а точніше неподалік Гостомельського аеродрому, після вигнання звідти російських окупантів. А також, на початку вересня 2022 р. українські бійці ССО у Харківській області захопили протитанкові міни ПТКМ-1Р російського виробництва.